# Летш, Леон
Леон Летш (родился 20 или 23 мая 1927 года) — люксембургский футболист, участник Олимпийских игр 1952 года.
Он участвовал в Олимпийских играх в Хельсинки. На родине играл за «Спору». Он трижды выигрывал национальный чемпионат: в 1949, 1956 и 1961 годах. Он также играл во французском клубе «Рубе-Туркуэн» в 1950—1953 годах. Дебютировал за сборную Люксембурга 4 мая 1947 года и до 1961 года он сыграл 53 матча, забив 10 голов, некоторое время был капитаном команды. Большинство этих встреч были спаррингами с Люксембургом Б.